# كاسلثروب (باكينجهامشير)
كاسلثروب (بالإنجليزية: Castlethorpe)‏ هي قرية وأبرشية مدنية تقع في المملكة المتحدة في إنجلترا. يقدر عدد سكانها بـ 1,047 نسمة .